# Vera Đenge
Vera Đenge (Kikinda, 1966.) je likovna umjetnica iz zajednice Hrvata iz Vojvodine. 
Ilustrirala je zbirku pjesama za djecu njezine sugrađanke Nade Adamović Kad porastem biću dete: zbirka pesama za decu i one koji rastu do deteta.

## Životopis
Izlagala je na skupnim izložbama. U Hrvatskoj je skupno izlagala u Zagrebu u Galeriji Matice hrvatske zajedno s Leom Vidaković, Srđanom Milodanovićem i Goranom Kujundžićem (Paralelni procesi), u Varaždinu u Klubu Europa media u Hrvatskom narodnom kazalištu, u Požegi u Gradskom muzeju, u Šibeniku u Galeriji svetog Krševana i tako dalje. U Subotici je skupno izlagala u Modernoj galeriji Likovni susret te u još nekoliko gradova po Vojvodini, a u organizaciji Zavoda za kulturu vojvođanskih Hrvata.

## Umjetnički rad
Kao autorica crtežu daje primat. U likovnom izričaju služi se tehnikama ugljena i boje, crtajući stalne crne crte, kombinirajući ih s plohama zemljanih tonova čime stvara asocijativne apstrakcije i hrapave strukture. Motivi su joj dlan, ruka, lice i otisci.